# Сельський Роман (ОУН)
Роман Сельський (псевдо: «Мундзьо», «Семен») (нар. 1915 — пом. 27 листопада 1942, с. Стара Ягільниця, Чортківський район, Тернопільська область) — український підпільник, учасник Визвольних змагань, окружний провідник ОУН Коломийщини.

## Життєпис
Народився 1915 року (ймовірно у Коломийщині).
Член ОУН з 1930-х. У 1940–1941 займав посаду заступника окружного провідника ОУН Коломийщини. Певний час обіймав посаду окружного провідника.
Під його керівництвом та окружного провідника Василь Мельничука військовий відділ оунівців піддав обстрілу угорські війська на початку німецько-радянської війни.
Заарештований німцями 5 лютого 1942. Розстріляний 27 листопада 1942 у групі з 52-ох оунівців в селі Стара Ягільниця, біля Чорткова на Тернопільщині.